# Биндюжник
Биндю́жник — название профессии XIX — начала XX века в Одессе и некоторых портовых городах Российской империи, которое имеет два значения:
- Извозчик, занимавшийся грузоперевозками на «биндюге», — пароконной повозке, также называемой «площадкой», — занимающийся «ломовым извозом».
- портовый грузчик.

## Этимология
Произошло от слова «би́ндюх» (также «биндюг») — троичная извозчичья телега, означающее большегрузную телегу. В словаре В. И. Даля указывается: «биндюх, биньдюх — рыдван, большая или троичная извозная телега, на которую валят до ста пудов». Согласно В. П. Смирнову, биндюгом в Одессе называли запрягаемую одной лошадью длинную плоскую телегу, на которой перевозили товары в мешках и бочках.
В Одессе биндюжниками часто были евреи. И. Г. Добродомов считал слово «биндюжник» украинизмом в русской речи (в отличие от Н. М. Шанского, считавшего его русским словом), встречающееся в Одессе и в тех южных городах, которые были пограничными с украинским языком.